# Chặng đua MotoGP Ý 2021
Chặng đua MotoGP Ý 2021 hay Chặng đua MotoGP Italia 2021 (tên chính thức 2021 Gran Premio d'Italia Oakley) là chặng đua thứ sáu của mùa giải MotoGP 2021. Chặng đua được tổ chức ở trường đua Mugello,  Italia từ ngày 28 đến ngày 30 tháng 05 năm 2021. Người chiến thắng là Fabio Quartararo của đội đua Yamaha. Chặng đua này diễn ra trong bầu không khí u buồn bởi sự việc tay đua trẻ Jason Dupasquier qua đời ở thể thức Moto3.

## Diễn biến chính
Fabio Quartararo có lần thứ 4 liên tiếp giành được vị trí xuất phát đầu tiên.
Ngay khi đang chuẩn bị thực hiện pha xuất phát thì Enea Bastianini bất ngờ tông vào đuôi xe của Johann Zarco. Pha va chạm này khiến cho Bastianini phải bỏ cuộc.
Trong cuộc đua chính Quartararo xuất phát tốt hơn các chặng đua trước một chút, chỉ tụt một bậc xuống P2 sau Francesco Bagnaia-người đã để ngã xe ngay ở vòng 2. Marc Márquez cũng bị ngã xe ở vòng đua này.
Các vòng đua sau đó Quartararo dần tạo ra khoảng cách an toàn và giành được chiến thắng thứ ba trong mùa giải.
Ở nửa đầu cuộc đua, người chạy sau Quartararo là Zarco. Nhưng đến cuối cuộc đua, Zarco lần lượt bị Miguel Oliveira và Joan Mir đẩy ra khỏi bục podium. Đây đều là những podium đầu tiên trong mùa giải 2021 của cả Oliveira và Mir.
Sau chặng đua, Quartararo gia cố ngôi đầu BXH tổng với 105 điểm.

## Kết quả
| Stt                         | Số xe | Tay đua           | Xe      | Lap | Thời gian | Xuất phát | Điểm |
| --------------------------- | ----- | ----------------- | ------- | --- | --------- | --------- | ---- |
| 1                           | 20    | Fabio Quartararo  | Yamaha  | 23  | 41:16.344 | 1         | 25   |
| 2                           | 88    | Miguel Oliveira   | KTM     | 23  | +2.592    | 7         | 20   |
| 3                           | 36    | Joan Mir          | Suzuki  | 23  | +3.000    | 9         | 16   |
| 4                           | 5     | Johann Zarco      | Ducati  | 23  | +3.535    | 3         | 13   |
| 5                           | 33    | Brad Binder       | KTM     | 23  | +4.903    | 6         | 11   |
| 6                           | 43    | Jack Miller       | Ducati  | 23  | +6.233    | 5         | 10   |
| 7                           | 41    | Aleix Espargaró   | Aprilia | 23  | +8.030    | 4         | 9    |
| 8                           | 12    | Maverick Viñales  | Yamaha  | 23  | +17.239   | 13        | 8    |
| 9                           | 9     | Danilo Petrucci   | KTM     | 23  | +23.296   | 18        | 7    |
| 10                          | 46    | Valentino Rossi   | Yamaha  | 23  | +25.146   | 19        | 6    |
| 11                          | 27    | Iker Lecuona      | KTM     | 23  | +25.152   | 20        | 5    |
| 12                          | 44    | Pol Espargaró     | Honda   | 23  | +26.059   | 12        | 4    |
| 13                          | 51    | Michele Pirro     | Ducati  | 23  | +26.182   | 16        | 3    |
| 14                          | 73    | Álex Márquez      | Honda   | 23  | +29.400   | 22        | 2    |
| 15                          | 32    | Lorenzo Savadori  | Aprilia | 23  | +32.378   | 21        | 1    |
| 16                          | 21    | Franco Morbidelli | Yamaha  | 23  | +37.906   | 10        |      |
| 17                          | 10    | Luca Marini       | Ducati  | 23  | +50.306   | 17        |      |
| Ret                         | 30    | Takaaki Nakagami  | Honda   | 19  | Accident  | 15        |      |
| Ret                         | 42    | Álex Rins         | Suzuki  | 18  | Accident  | 8         |      |
| Ret                         | 63    | Francesco Bagnaia | Ducati  | 1   | Accident  | 2         |      |
| Ret                         | 93    | Marc Márquez      | Honda   | 1   | Accident  | 11        |      |
| Ret                         | 23    | Enea Bastianini   | Ducati  | 0   | Accident  | 14        |      |
| OFFICIAL MOTOGP RACE REPORT |       |                   |         |     |           |           |      |

Nguồn: Trang chủ MotoGP